# Clubiona kayashimai
Clubiona kayashimai är en spindelart som beskrevs av Ono 1994. Clubiona kayashimai ingår i släktet Clubiona och familjen säckspindlar.
Artens utbredningsområde är Taiwan. Inga underarter finns listade i Catalogue of Life.